# 預計到達時間
預計到達時間（英語：Estimated time of arrival），簡稱ETA，是指輪船、車輛、飛機、貨物、個人或緊急服務預計到達某個地點的時間。

## 概述
該短語更常見的用途之一是在大眾運輸中，其中火車、巴士、飛機等的移動可用於根據靜態時間表或透過交通強度測量來產生預計到達時間。在這方面，該短語或其縮寫通常與其補語「預計出發時間」（ETD）配對，以指示特定旅程的預計開始時間。這些資訊通常作為智慧型運輸系統核心功能的一部分傳送到旅客信息系統。

## 應用
準確及時地估計到達時間在多個應用領域非常重要：
- 在航空交通管制到達排序和調度中，根據跑道預計到達時間先到先服務的順序安排飛機到達，可以最大限度地減少延誤[4][5]。
- 在登機閘口分配方法中，最佳化登機口利用率[6]。
- 在電梯控制中，盡量減少乘客的平均等候時間或旅程時間[7][8] 。